# Kryptoreklama
Kryptoreklama (gr. κρυπτός – kryptos – ukryty) – ukryta działalność reklamowa wiążąca się z uzyskaniem przez dziennikarza bądź redakcję korzyści majątkowej lub osobistej od osoby bądź przedsiębiorstwa dążących do zamieszczenia przekazu reklamy sprawiającego wrażenie obiektywnej, redakcyjnej informacji. Polega to na służącym celom reklamowym lub promocyjnym przedstawieniu w słowach lub obrazach towaru, usługi, firmy, działalności przedsiębiorców, prezentujących w sposób wprowadzający w błąd odbiorców przekazu, co do jej charakteru, celu i przeznaczenia. 

Przykłady kryptoreklamy:
- eksponowanie bannerów reklamowych w przekazie telewizyjnym, podczas transmisji z wydarzeń sportowych, kulturalnych i innych; eksponowanie logo
- prezentowanie firmy lub jej wyrobów w sposób podkreślający pozytywny wizerunek
- zachęcanie do nabywania produktów określonej firmy
- korzystanie z materiałów promocyjnych producenta